# Barbus brevipinnis
Barbus brevipinnis är en fiskart som beskrevs av Jubb, 1966. Barbus brevipinnis ingår i släktet Barbus och familjen karpfiskar. IUCN kategoriserar arten globalt som nära hotad. Inga underarter finns listade.